# HD 164028
HD 164028，又名BD-20 4940，SAO 186070、HR 6704，是一颗恒星，视星等为6.21，位于銀經9.06，銀緯1.56，其B1900.0坐标为赤經17h 54m 3.1s，赤緯-20° 1.56′ 54″。